# Número de Grashof
El número de Grashof (Gr) es un número adimensional en mecánica de fluidos que es proporcional al cociente entre las fuerzas de flotación y las fuerzas viscosas que actúan en un fluido.

## Etimología
Se llama así en honor al ingeniero alemán Franz Grashof.

## Simbología
| Símbolo                           | Nombre                                                              | Unidad  |
| --------------------------------- | ------------------------------------------------------------------- | ------- |
| {\displaystyle \mathrm {Gr} }     | Número de Grashof                                                   |         |
| {\displaystyle \mathrm {Gr} _{c}} | Número de Grashof en convección                                     |         |
| {\displaystyle C_{a,s}}           | Concentración de la especie a en una superficie                     |         |
| {\displaystyle C_{a,a}}           | Concentración de la especie a en el ambiente                        |         |
| {\displaystyle C_{a}}             | Concentración de la especie a                                       |         |
| {\displaystyle T}                 | Temperatura constante                                               | K       |
| {\displaystyle T_{s}}             | Temperatura de una superficie                                       | K       |
| {\displaystyle T_{\infty }}       | Temperatura ambiente                                                | K       |
| {\displaystyle V}                 | Volumen                                                             | m3      |
| {\displaystyle g}                 | Aceleración de la gravedad                                          | m / s2  |
| {\displaystyle m}                 | Masa                                                                | kg      |
| {\displaystyle p}                 | Presión constante                                                   | Pa      |
| {\displaystyle \beta }            | Coeficiente de expansión volumétrica                                | K-1     |
| {\displaystyle \beta ^{*}}        | Coeficiente de expansión volumétrica en función de la concentración |         |
| {\displaystyle \rho }             | Densidad                                                            | kg / m3 |
| {\displaystyle \nu }              | Viscosidad cinemática                                               | m2 / s  |

## Descripción
El número de Grashof se define como:
{\displaystyle \mathrm {Gr} ={\frac {\text{Fuerzas de flotación}}{\text{Fuerzas viscosas}}}}
|               | 1                                                                                              | 2                                                                                              |
| ------------- | ---------------------------------------------------------------------------------------------- | ---------------------------------------------------------------------------------------------- |
| Ecuaciones    | {\displaystyle \mathrm {Gr} ={\frac {\beta \ (T_{s}-T_{\infty })\ m\ g}{\nu \ (\rho \ \nu )}}} | {\displaystyle \rho ={\frac {m}{V}}}                                                           |
| Simplificando | {\displaystyle \mathrm {Gr} ={\frac {\beta \ (T_{s}-T_{\infty })\ m\ g}{\nu ^{2}\ \rho }}}     |                                                                                                |
| Sustituyendo  | {\displaystyle \mathrm {Gr} ={\frac {\beta \ (T_{s}-T_{\infty })\ m\ g}{\nu ^{2}\ (m\ /\ V)}}} | {\displaystyle \mathrm {Gr} ={\frac {\beta \ (T_{s}-T_{\infty })\ m\ g}{\nu ^{2}\ (m\ /\ V)}}} |
| Simplificando | {\displaystyle \mathrm {Gr} ={\frac {\beta \ (T_{s}-T_{\infty })\ g\ V}{\nu ^{2}}}}            | {\displaystyle \mathrm {Gr} ={\frac {\beta \ (T_{s}-T_{\infty })\ g\ V}{\nu ^{2}}}}            |

Es un número adimensional que se utiliza en cálculos de transferencia de calor por convección natural.
Existe una forma análoga del número de Grashof utilizada en convección natural por transferencia de masa.
{\displaystyle \mathrm {Gr} _{c}={\frac {\beta ^{*}(C_{a,s}-C_{a,a})\,gL^{3}}{\nu ^{2}}}}
{\displaystyle \beta ^{*}=-{\frac {1}{\rho }}\left({\frac {\partial \rho }{\partial C_{a}}}\right)_{T,p}}